# Boeing 7J7
Boeing 7J7 var under 1980-talet en studie av Boeing på ett nytt kort- till mellandistansplan. Det skulle drivas av propfanmotorer i stället för vanliga jetmotorer. Planet liknade McDonnell Douglas MD-94X.